# Valgamaa
Valgamaa (estniska: Valga maakond eller Valgamaa) är ett landskap i Estland med en yta på 2 043 km² och 30 084 invånare (år 2017).
Hösten 2017 minskades landskapet då delar av de tidigare kommunerna Palupera och Puka tillfördes landskapet Tartumaa som en följd av en kommunsammanslagning.
Valgamaa ligger i södra Estland utmed gränsen till Lettland och residensstaden Valga ligger delvis i Lettland. Valgamaa angränsar till landskapen Viljandimaa i nordväst, Tartumaa i nordöst samt Põlvamaa och Võrumaa i öster.

## Kommuner

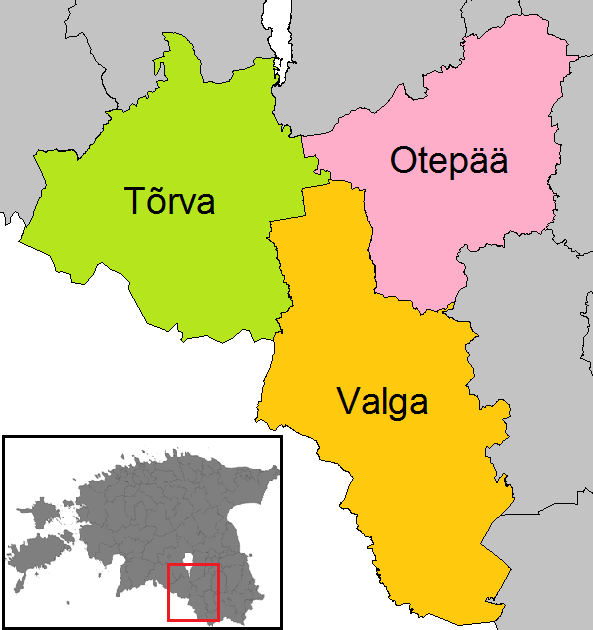
Kommuner i landskapet Valgamaa.

Landskapet Valgamaa är sedan 2017 indelat i tre kommuner.
- Otepää kommun (inkluderar staden Otepää)
- Tõrva kommun (inkluderar staden Tõrva)
- Valga kommun (inkluderar staden Valga)

## Tidigare kommuner

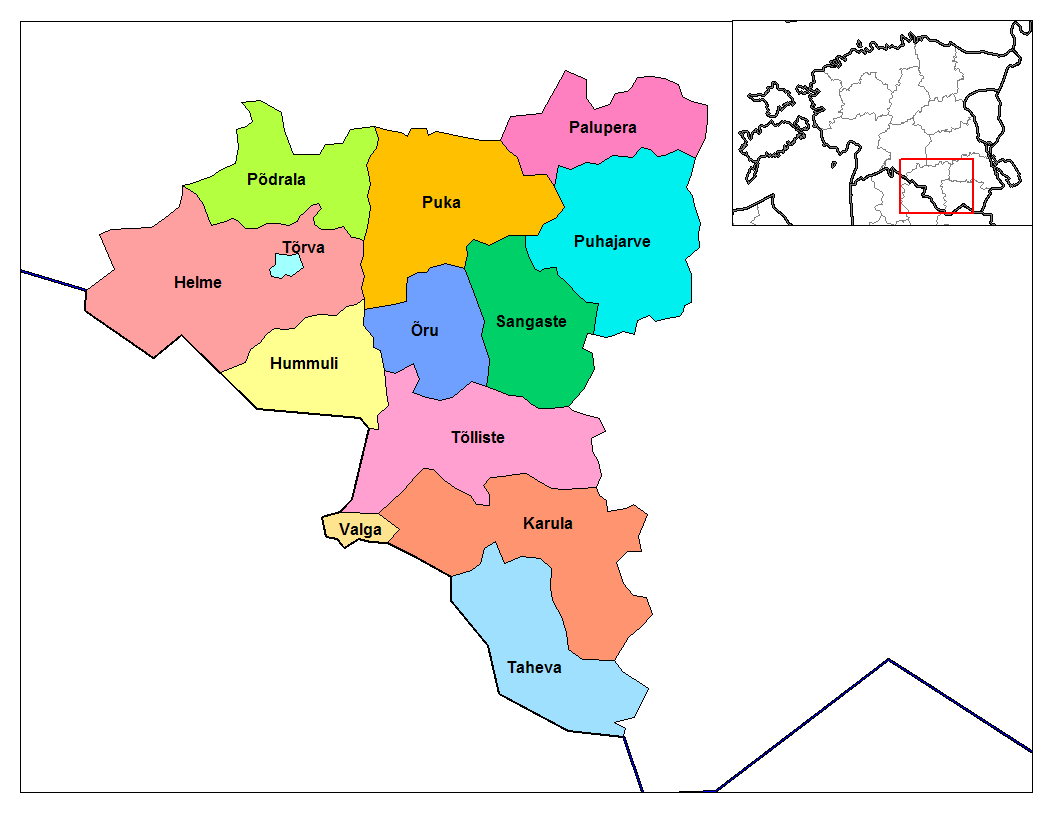
Kommunindelningen i landskapet Raplamaa innan kommunreformen 2017.

Landskapet har tidigare varit indelat i 14 kommuner, varav tre stadskommuner.

### Stadskommuner
- Otepää stad
- Tõrva stad
- Valga stad

### Landskommuner
- Helme kommun
- Hummuli kommun
- Karula kommun
- Palupera kommun
- Puka kommun
- Põdrala kommun
- Pühajärve kommun
- Sangaste kommun
- Taheva kommun
- Tõlliste kommun
- Õru kommun

### Administrativ historik
- 1999 bildades Otepää kommun genom en sammanslagning av Otepää stad och Pühajärve kommun.

## Orter
Efter gränsjusteringar som följd av kommunreformen 2017 finns det i landskapet Jõgevamaa tre städer, sju småköpingar samt 137 byar.

### Städer
- Otepää
- Tõrva
- Valga

### Småköpingar
- Helme
- Hummuli
- Laatre
- Puka
- Sangaste
- Tsirguliina
- Õru

## Galleri

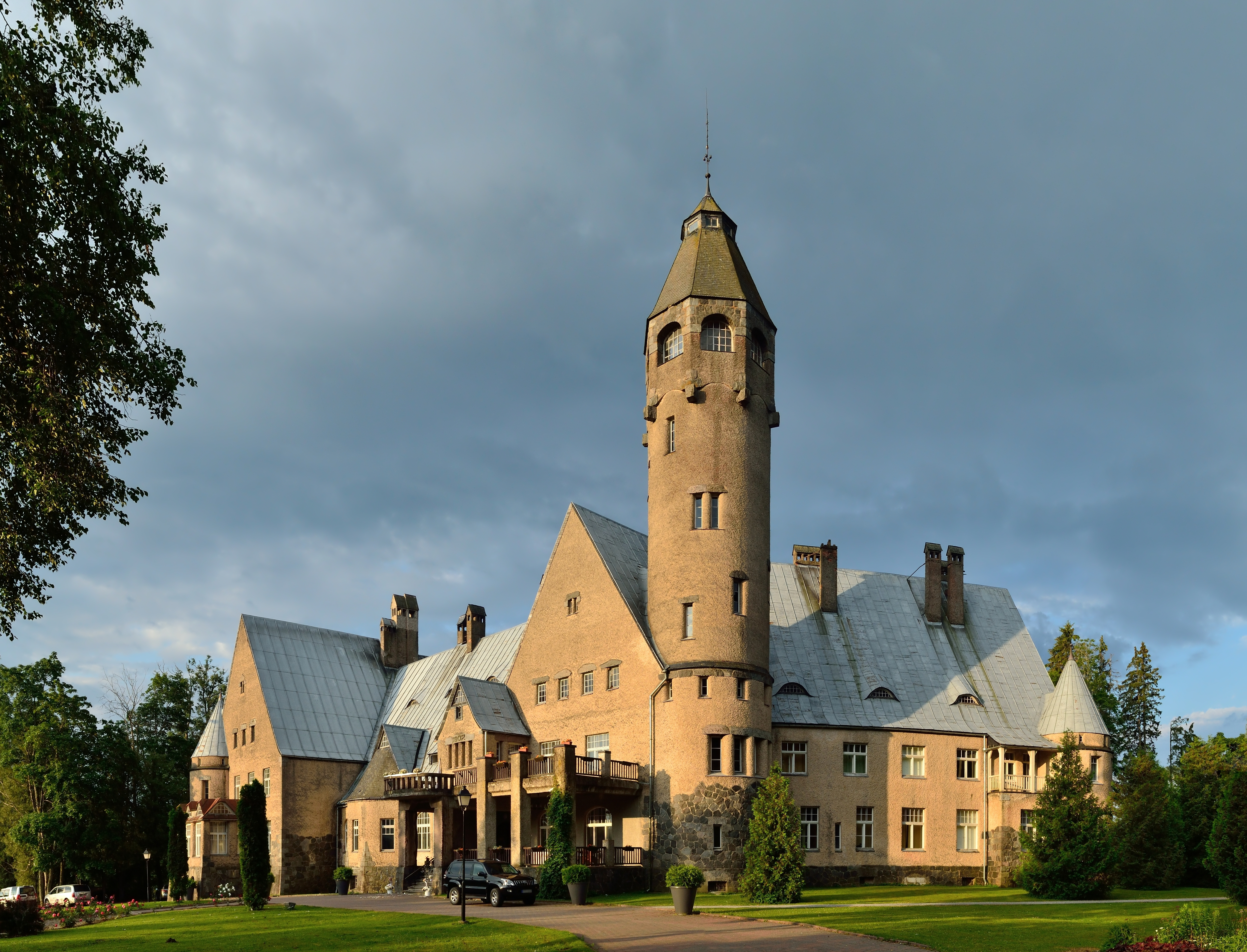
Taagepera slott.
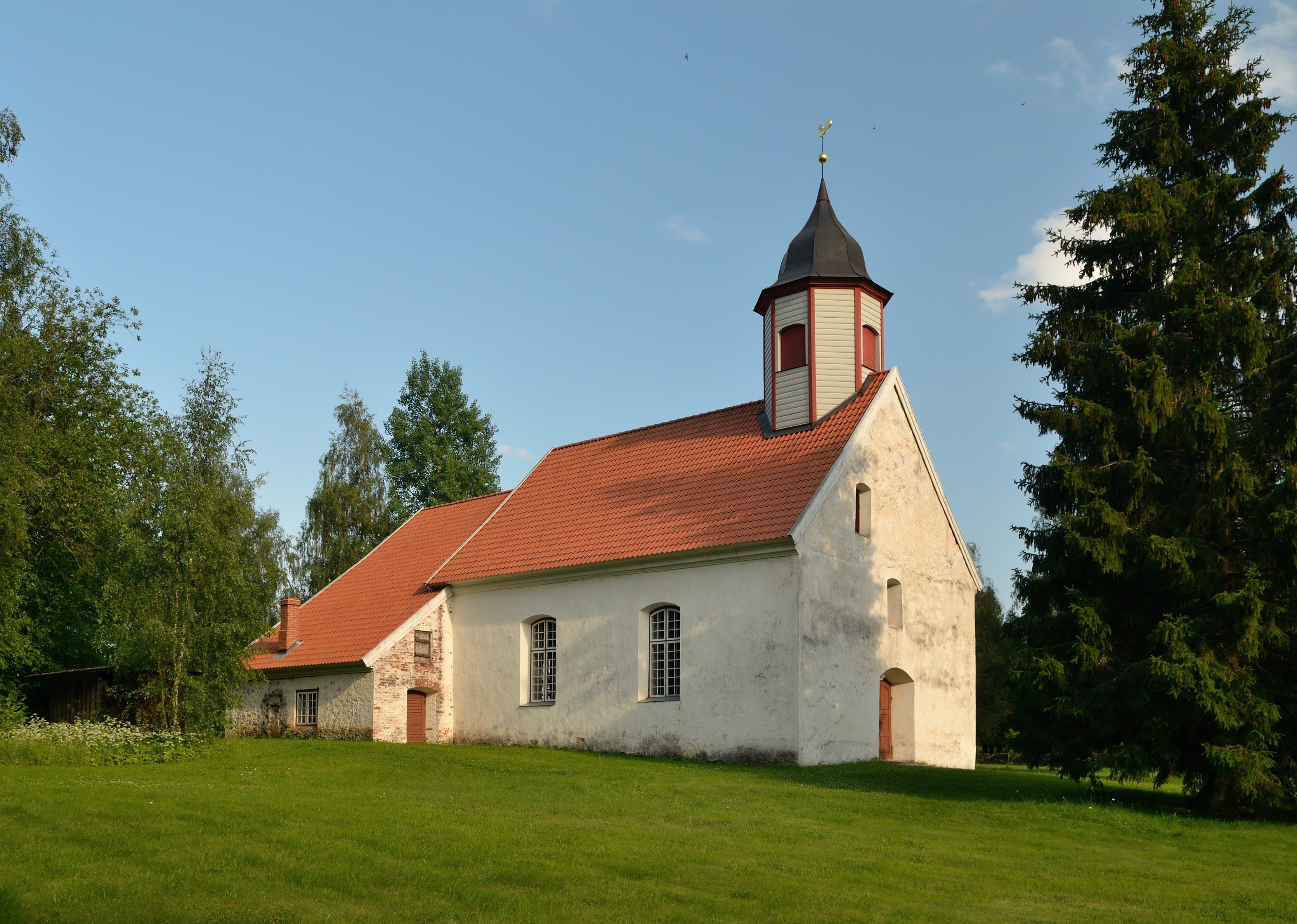
Taagepera kyrka i byn Ala.
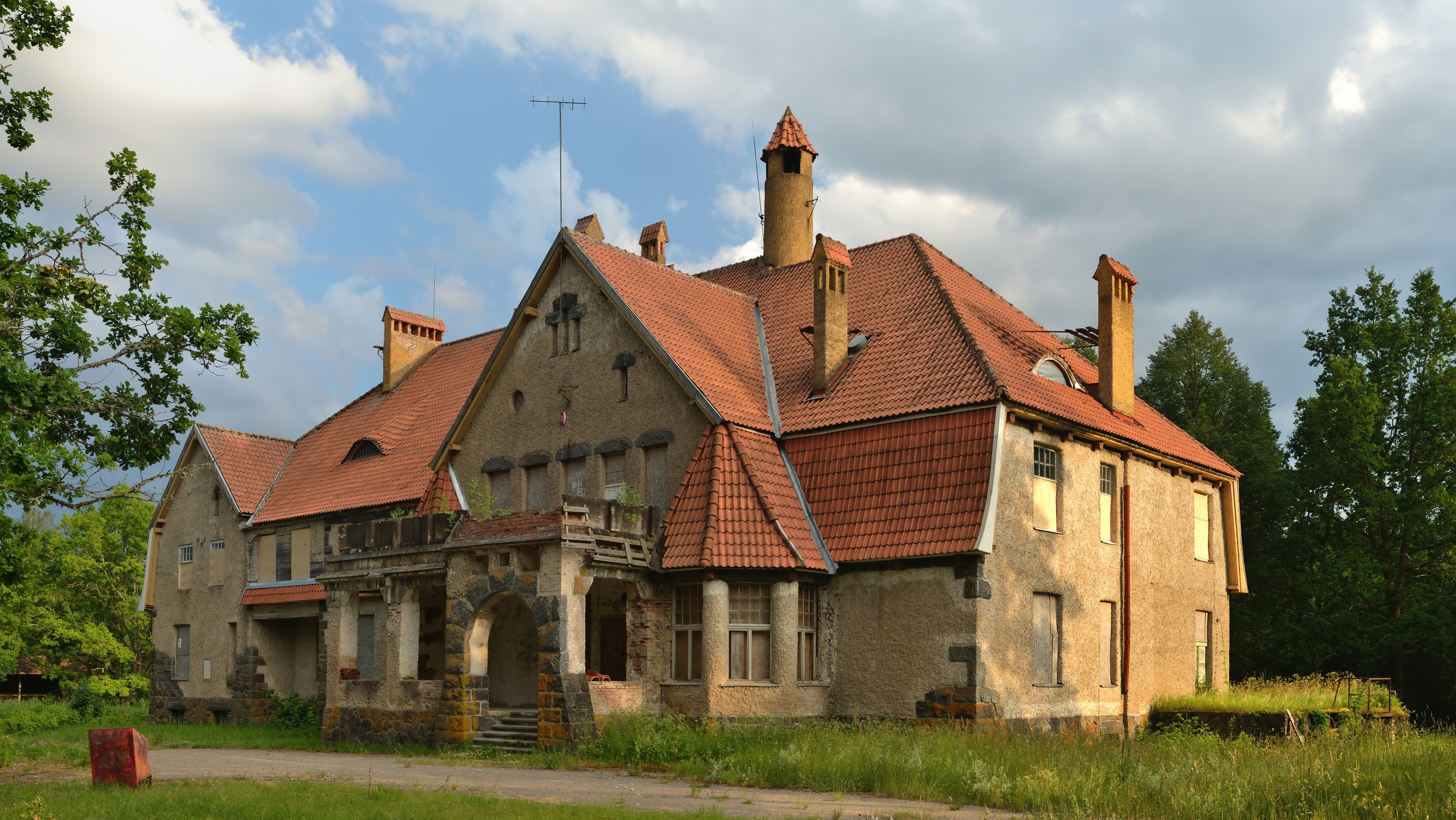
Holdre herrgård.
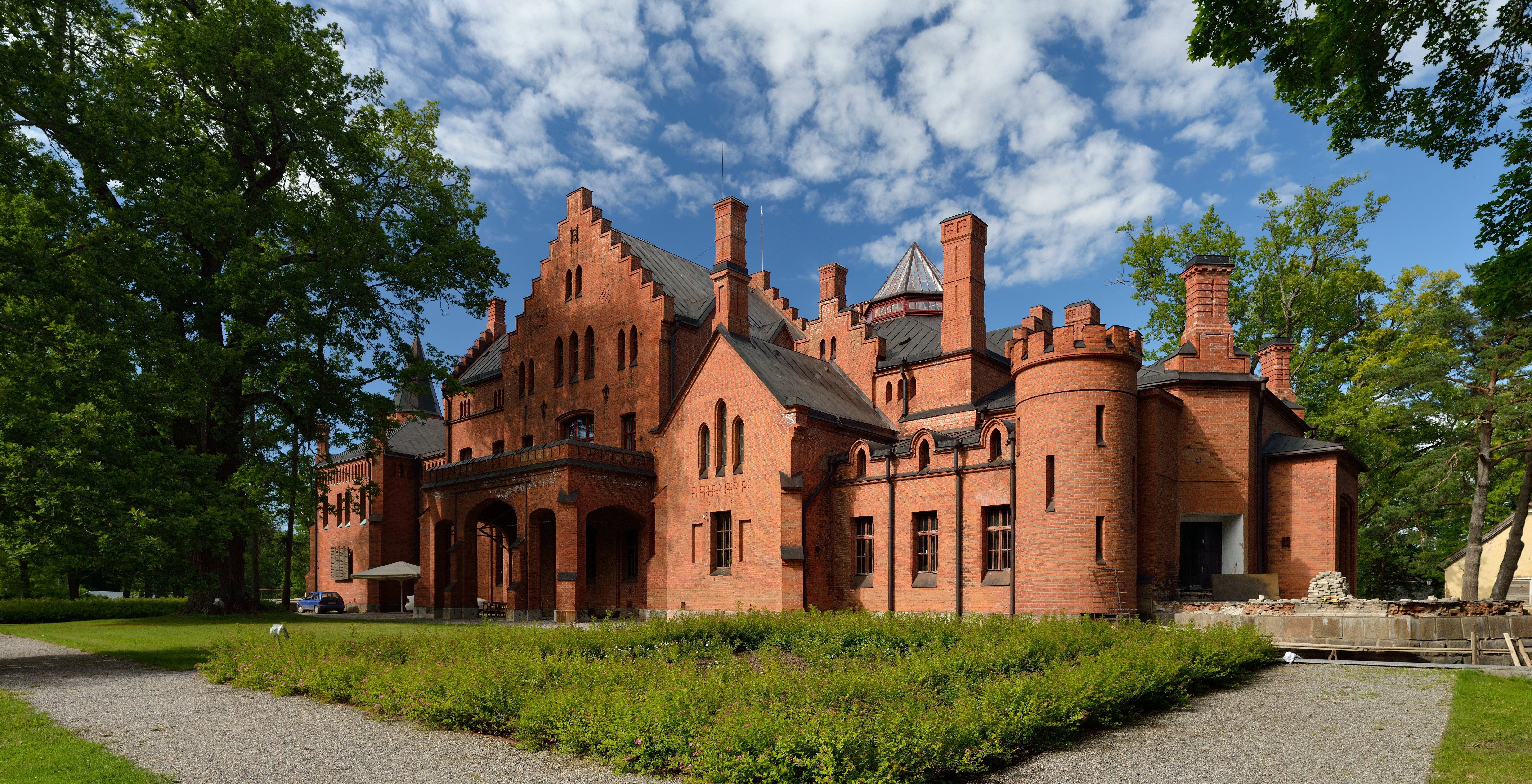
Sangaste herrgård.
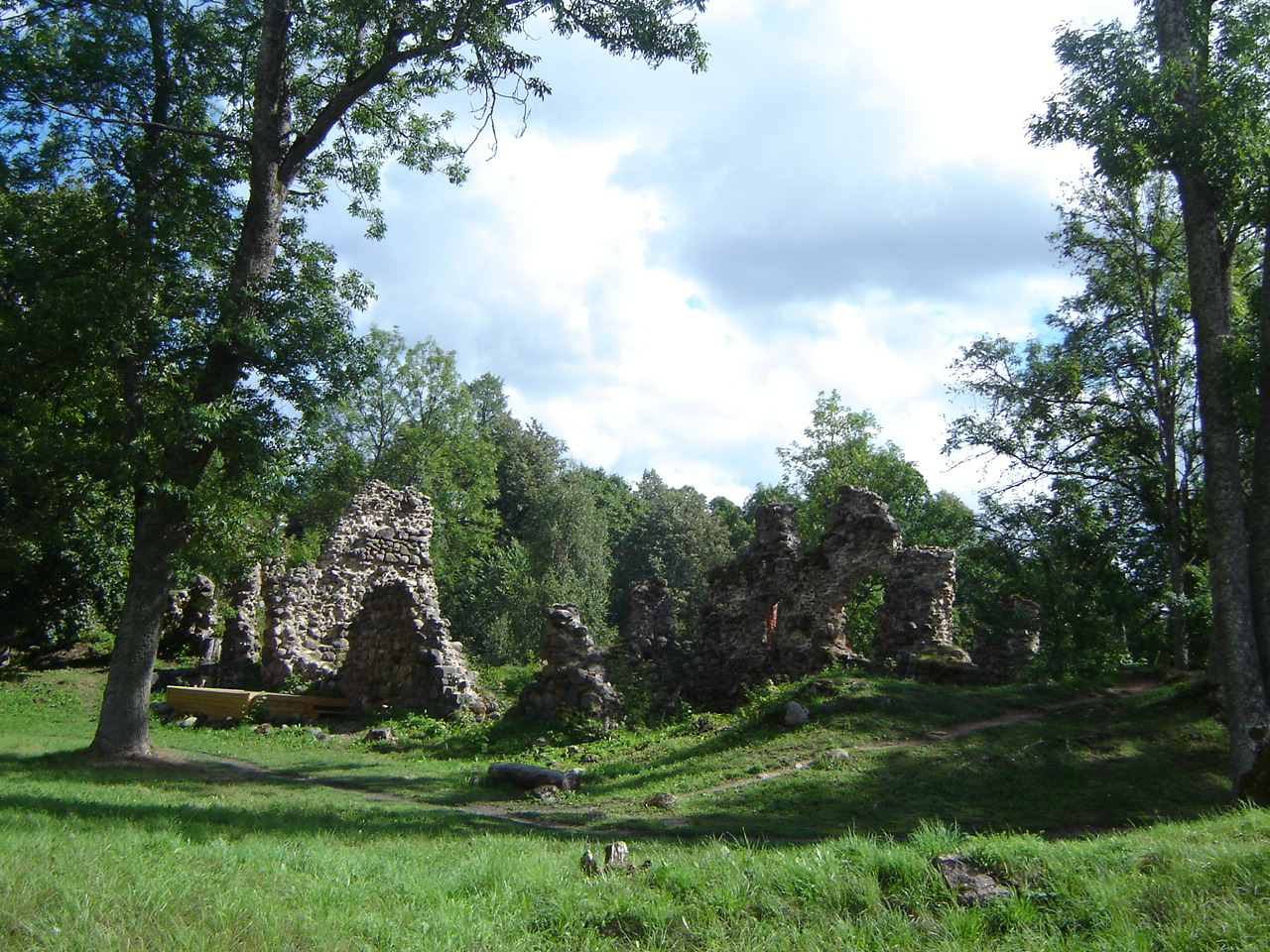
Helme slottsruin.